# José García Valseca
José García Valseca (7 de enero de 1901, Puebla de Zaragoza- 5 de noviembre de 1980) fue un periodista, militar revolucionario, magnate de la prensa mexicano y gran promotor del deporte. 
Fundador de la cadena periodística García Valseca, que cubrió varios estados de la República e innovó la industria rotativa y cuyos diarios fueron aulas de capacitación de generaciones de periodistas y técnicos editoriales. A sus instancias se instituyó el Día de la Libertad de Prensa, cuyos orígenes son ahora criticados por la subordinación a la que sometió a la prensa al servicio de los intereses del gobierno.

## Militar revolucionario
Fue en sus primeros años un estudiante aficionado y revolucionario hasta los años 1920 cuando se inició en la vida laboral como agente viajero. Su biógrafo Enrique Cordero y Torres describe a un niño que prefería trabajar que estudiar. En la revolución ganó el grado de Coronel con 73 hechos de armas relatados en 15 fojas útiles, y con aquel título hizo que se le llamara el resto de su vida. 

## Fundador de empresas periodísticas
El comienzo empresarial de García Valseca es arduo: Después de la lucha revolucionaria edita un pequeño periódico junto con su hermano Nacho y Miguel Gil, que tuvo corta duración. En 1926 establece un almacén en León, Guanajuato al que llama La Gran Barata, pero lo liquida después por causa de una inundación. Ahí mismo adquiere el Hotel Cantabro pero resulta un fracaso, se muda a San Andrés Chalchicomula, hoy Ciudad Serdán, para vender en abonos artículos religiosos entre otras cosas. Aspira a ser diputado pero su deseo es coartado después de ser baleada su casa y se exilia en Oaxaca.
Realmente su carrera periodística comenzó ahí mismo, en el año de 1929, después de trabajar como corresponsal, al fundar la revista "Antequera", y más tarde en la capital con la revista "Provincias" en 1932. Ante las bajas ventas de estas publicaciones y el alto analfabetismo de la época, el olfato empresarial de García Valseca lo hace mirar hacia el cómic y así nace Paquito que se vende a cinco centavos el ejemplar en 1935, con lo que marca el nacimiento de la industrialización del cómic en México, luego Paquita que logra vender para 1937  320,000 ejemplares, y a similitud de los cómics estadounidenses nace Pepin en 1936 que se convierte en un clásico y llega a venderse diariamente, se suceden luego más revistas: Mujercitas, Manos arriba y Farsas. 
A finales de los años 40, a través de la amistad de Maximino Ávila Camacho, el gobernador de Puebla, comienza la construcción de un emporio periodístico: El Fronterizo en Ciudad Juárez, poco después El Heraldo de Chihuahua y El Sol de Puebla, compra El Continental en El Paso,  Texas, y funda El Sol del Centro, El Sol de Toluca y El Sol de León. Pronto se conforma la primera cadena de periódicos, ganándole el mérito a su contraparte William Randolph Hearst en Estados Unidos.  
Después de estas incursiones iniciales en el cómic y el periodismo, fundó una empresa parteaguas del periodismo, dada la importancia que cobraba el deporte nacional, con la publicación de un diario deportivo: el "Esto" en 1941. Siendo el primer diario rotográfico de México, despertó el escepticismo de viejos periodistas, pero al cabo de sólo unas semanas de aparecer lograba un éxito rotundo. Continuando con ese impulso García Valseca logró fundar empresas periodísticas en casi todos los estados del país sumando treinta y cinco eslabones de la Cadena García Valseca dando trabajo a más de doce mil familias. En 1949 fundó en la Ciudad de México la primera escuela de periodismo del país llamada Academia Teórica-Práctica de Periodismo trayendo a prestigiosos expertos extranjeros para que compartieran sus conocimientos. Impulsó la eficiencia de los servicios de sus periódicos al adquirir una estación radiotelegráfica que era capaz de transmitir de tres mil a cinco mil palabras diariamente y dotar a sus eslabones de los mejores servicios cablegráficos, literarios y fotográficos, tanto nacionales como internacionales. El 7 de julio de 1965 introdujo en México la innovadora técnica del color del sistema offset y fundó El Sol de México en edición de mediodía y poco después, el 25 de octubre, la edición matutina del mismo.
El gobierno del presidente Luis Echeverría Álvarez estatizó la cadena García Valseca en razón de un adeudo y a partir de entonces se convirtió en Organización Editorial Mexicana (OEM). Al final del sexenio presidencial la Cadena García Valseca convertida en OEM fue vendida a Mario Vázquez Raña.

### La Cadena García Valseca
La CGV estaba conformada en 1973 por 37 periódicos: 
- Esto (México, D.F.)
- El Fronterizo (Cd. Juárez)
- El Heraldo de Chihuahua
- El Sol de Puebla
- El Sol de León
- El Continental (El Paso, Tx)
- El Mexicano (Cd. Juárez)
- El Sol de Durango
- El Sol del Pacífico (Mazatlán)
- El Sol de Guadalajara
- El Occidental (Guadalajara)
- El Sol del Centro (Aguascalientes)
- El Sol del Bajío (Celaya)
- El Sol de Tampico
- Diario de Durango
- El Sol de Irapuato
- La Voz de Puebla
- El Sol de Tlaxcala
- El Sol de Toluca
- El Sol de Sinaloa (Culiacán)
- El Sol de Hidalgo (Pachuca)
- El Sol de Salamanca
- El Sol del Norte (Saltillo)
- El Sol de Zacatecas
- El Sol de la Tarde (Tampico)
- El Heraldo de la Tarde (Chih.)
- La Voz de Chihuahua
- Noticias (León)
- Noticias de El Sol (Mazatlán)
- Extra de El Sol (Toluca)
- El Sol de San Luis (S.L.P.)
- El Correo (Cd. Juárez)
- Noticias (Querétaro)
- El Sol de la Tarde (SLP)
- El Sol de México matutino y vespertino (Cd. de México)
- Tribuna de Monterrey

## Línea periodística

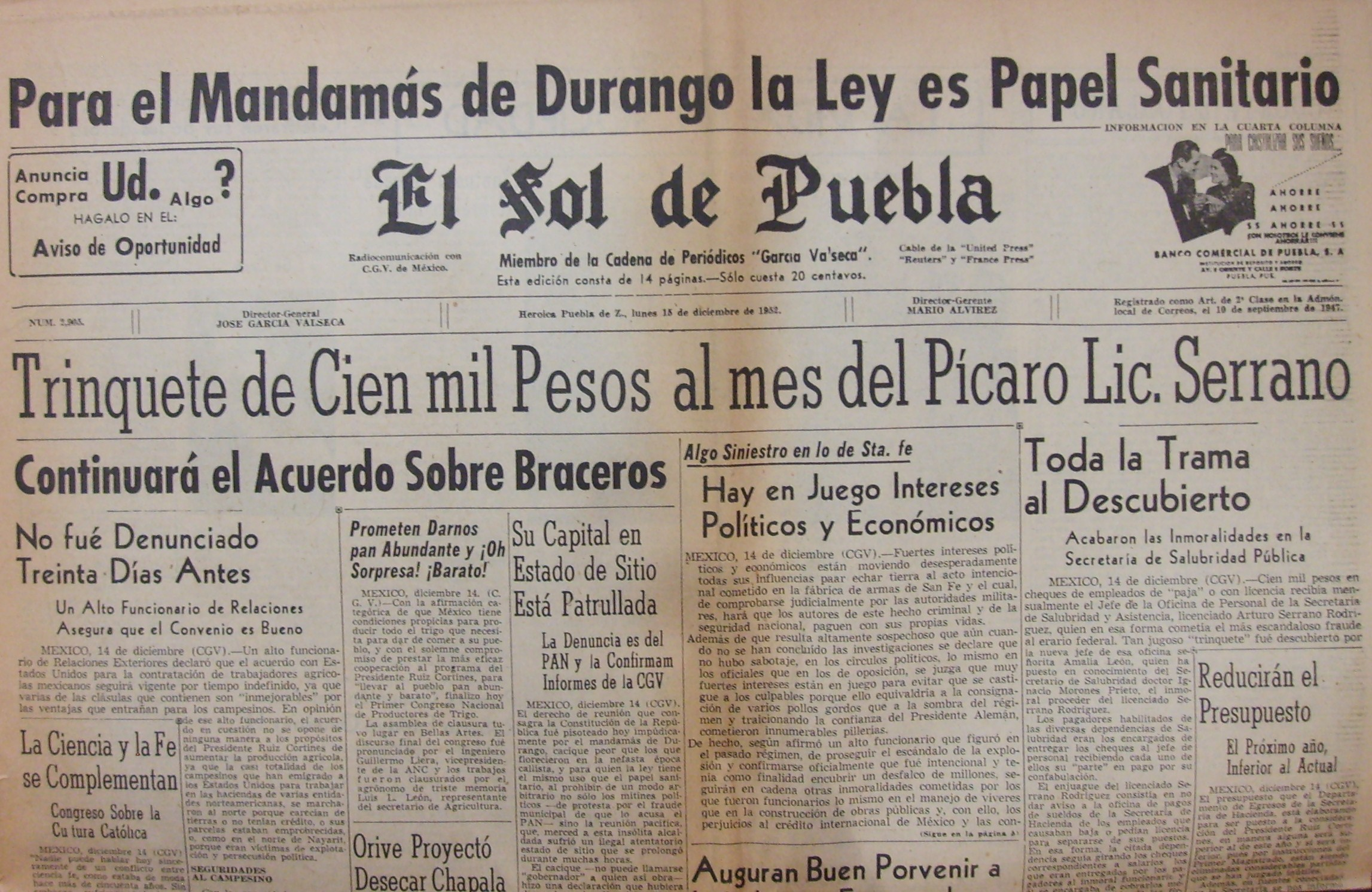
El Sol de Puebla era un eslabón más de la cadena García Valseca. Edición del 15 de diciembre de 1952.

Al término del gobierno de Lázaro Cárdenas y al comienzo de la Guerra Fría, García Valseca prosigue una línea anticomunista especialmente en el interior del país, previniendo de una "amenaza roja".  En 1947 cesa a Miguel Ordoríca y a Salvador Borrego por presiones de altos funcionarios federales.

## Promotor del deporte
Con el auge del deporte en los 40, García Valseca promueve y organiza la primera carrera ciclista por etapas llamada Vuelta de México, con una extensión de 1400 km, y con una inversión de tres millones de pesos designa mesa directiva, técnica y de información, dota de almacenes, previene hospedaje y comedores, contrata mecánicos, provee de equipos transmisores, metas, tribunas, motocicletas auxiliares, servicio médico y policías de caminos, además de organizar programas radiofónicos que la pomuevan. En 1949 la carrera se internacionaliza y se convierte en el máximo evento amateur del mundo provocando tal afición a este deporte que llega a superar a la del Fútbol. Para elevar el nivel competitivo de los equipos mexicanos establece cursos de ciclismo avanzado y a los destacados y nuevos ídolos nacionales son entrenados por monitores franceses e italianos. Estas competencias atraen a importantes corredores europeos que elevan el nivel competitivo y con esto una mayor atención del público. El "Esto" se convierte en la revista más leída de México y la fábrica de bicicletas establecida por García Valseca es un negocio redondo. Los nuevos ídolos del deporte nacional son seguidos por la afición en los mismos rotativos de García Valseca, no sólo en la tradicional vuelta anual sino en las carreras selectivas. Las Vueltas de México constituyen la base de las competencias por etapas que se siguieron celebrando por muchos años.

## "Día de la Libertad de Prensa"
La prensa escrita padecía, bajo el gobierno de Miguel Alemán, de un adeudo aplastante que amenazaba su estabilidad financiera, la dependencia hacia el gobierno era estratégica, ya que a través de la Productora e Importadora de Papel, S.A. (PIPSA), monopolio estatal, se mantenía la cuerda tensa a los medios impresos. García Valseca con el respaldo de Maximino Ávila Camacho reunió a editores de diarios y revistas que tuvieran adeudos con la importadora de papel periódico para que en una sola voz solicitaran al presidente Alemán la condonación o en su defecto la renegociación de su deuda y la promesa de que en lo futuro pagarían los créditos a tiempo. Alemán Valdés respondió con el perdón de la deuda, con lo que el compromiso era mayor. El éxito de la jugada política de García Valseca se vio coronado al organizar un banquete en el que le agradecerían todos los medios presentes el gesto que tuvíera el "Señor Presidente" en condonarles la deuda, la cual era multimillonaria.
El banquete que estuvo concurrido por lo más granado de los medios de comunicación y la cúpula política, y desde luego por el presidente de la República y García Valseca, fue amenizado por los mejores cantantes de la época, se lanzaron loas y elogios y después de varias horas de festejo, partió el presidente. García Valseca entonces propuso a los que ahí permanecían, que se repitiera el evento cada año y cada 7 de junio, en honor de la Libertad de Prensa, evento que se siguió celebrando de la misma fastuosa manera hasta el final del periodo del presidente Vicente Fox.
La celebración del día de la libertad de prensa se continúo realizando año tras año como un espacio de intercambio de buenos propósitos entre los periodistas y el gobierno en turno. Sin embargo, la celebración de esta fecha fue en escenario en el que los gobiernos del PRI le recordaron a los periodistas el profundo nivel de interdependencia que tenían respecto de los préstamos para papel periódico y los otros mecanismos informales (chayote, embute, préstamos). Los 7 de junio de cada año se prestaron para discursos acerca del sentido de la libertad de prensa y del papel de los medios en el fortalecimiento de la democracia. Lamentablemente, los discursos presidenciales así como los discursos de los periodistas más representativos de la época fueron una manera de legitimar las condiciones del ejercicio periodístico.

## Distinciones
La autorizada revista norteamericana Newsweek comento en sus páginas de 1951 que: 

...aún en los mejores días de William Randolph Hearst -magnate de la prensa norteamericano- no había un editor en Norteamérica que pudiera mostrar una obra como la de don José García Valseca.

Entre las numerosas preseas que obtuvo, está la controversial presea de La Cruz de Hierro otorgada por el gobierno alemán; la orden de Enrique El Navegante de Portugal, la Legión de Honor de Francia, entre muchas preseas y distinciones.